# Dictaduras en Honduras
La historia de la república de Honduras como nación independiente parte de la fecha 15 de septiembre de 1821 (203 años) de las cuales 60 años se han perdido en dictaduras y 22 años en gobiernos militares mediante Golpe de Estado.
De las dictaduras históricas hondureñas, la más conocida es la longeva del doctor y general Tiburcio Carías Andino cuya administración estuvo amparada bajo el gobierno de los Estados Unidos de América, no así, han existido otras dictaduras de carácter republicano y poco llevadas a la palestra histórica, tanto como la de Carías Andino.

## SigloXIX

### José María Medina
El Capitán general José María Medina,fue un militar conservador del siglo XIX, es el hondureño que más ha ocupado la presidencia de Honduras, hasta en siete ocasiones y no concluyó la séptima debido al enjuiciamiento que fue objeto y declarado culpable y acto seguido fusilado en Santa Rosa de Copán, en total Medina estuvo en la presidencia casi nueve años.

### Marco Aurelio Soto Martínez
Al doctor Marco Aurelio Soto Martínez se le tiene como el primer dictador republicano de Honduras, Soto Martínez se declaró presidente de Honduras en Amapala el 26 de agosto de 1876, aun cuando estaba fungiendo el Capitán general José María Medina; Soto apoyado por el gobierno liberal de Guatemala, se instaló en la silla presidencial e indicó que era "presidente provisional" y seguidamente señaló elecciones generales las cuales ganó con un 90% de los votos, ya que no tuvo contrincante político y tomó posesión del cargo el 27 de mayo de 1877 como Vigésimo presidente constitucional, del cual no se puede objetar que hubo una tremenda reforma modernizadora -el país se encontraba en el oscurantismo propio- se instaló el cableado telegráfico, se hicieron mejores y modernos Códigos y Leyes, se transformó la educación, se dictó la ley de Inmigración la cual fue aprovechada tanto por norteamericanos, asiáticos como europeos, la empresa minera se puso en auge con el aparecimiento de la Rosario Mining Company y el aparecimiento del primer banco hondureño Banco de Honduras, entre otras grandes decisiones políticas favorecedoras. Soto al concluir su primer periodo presidencial, fue elegido en las elecciones generales de 1881 para un segundo periodo derrotando a su igual "liberal" Carlos Céleo Arias Lope, en total Soto estuvo ocupando la presidencia ocho años.

### Luis Bográn Barahona
El general Luis Bográn Barahona tomá las riendas de Honduras, al ser electo como presidente por el Consejo de Ministros de Honduras de 1883 al no poder continuar Marco Aurelio Soto en la administración. Bográn, gana las elecciones de 1883, antes de concluir su primer periodo en fecha 1 de agosto de 1886, el general Emilio Delgado, inspirado por Marco Aurelio Soto, se revela a Bográn e intenta darle golpe de Estado, todo quedó en una sublevación y en el olvido, mientras Bográn nuevamente ganá las elecciones de 1887 para un segundo periodo presidencial, que concluyó hasta 1891; Bográn estuvo en la presidencia casi nueve años; seguidamente tomá el relevó su amigo el general Ponciano Leiva Madrid, que en 1893 concluyé entregándosela al general Domingo Vásquez Toruño quien legalizó su situación de presidente provisional ganando unas elecciones generales de ese año, en las cuales no tuvo opositor político, pero de igual forma fue retirado de la administración, ya que el insigne "liberal" doctor José Policarpo Bonilla Vásquez quien se encontraba en Nicaragua presidida entonces por José Santos Zelaya y bajo todo el apoyo necesario obtuvo la presidencia provisional de Honduras.

### José Policarpo Bonilla Vásquez
El doctor Policarpo Bonilla, fundador del Partido Liberal de Honduras, llega a la nación y un 24 de diciembre de 1893 se proclama presidente de Honduras en la Costa de los Amates, Nacaome y en rebelión contra el gobierno de Domingo Vásquez lo que provocó un conflicto bélico entre Nicaragua y Honduras y concluyó con la elevación de presidente constitucional de Bonilla Vásquez, confirmada con el resultado obtenido en las elecciones de 1894 promulgó la Constitución de Honduras de 1894; en la administración de Bonilla había muchos descontentos hasta de su misma ideología liberal, por ello en 1896 sucedió una rebelión armada entre partidarios "sotistas" y fuerzas gubernamentales hondureñas; el mismo Doctor Enrique Soto -primo hermano de Marco Aurelio Soto- junto a sus seguidores tomaron Puerto Cortés y desde la república de El Salvador los "Sotistas" al mando de Manuel S. López tomaron la ciudad de La Esperanza y proclamarón como presidente al Doctor Enrique Soto, dicha rebelión fue aplastada y Policarpo Bonilla continuó en la presidencia. Tres años después, Bonilla decidió señalar elecciones generales en 1899 cuando ya tenía más de seis años gobernando, en las mismas salió victorioso el general Terencio Esteban Romero Sierra.

## SigloXX
Si bien las dictaduras Centroamericanas de los años treinta y cuarenta de este siglo comparten características comunes (represivas, déspotas, proestadounidense, etc.), las estructuras de clases, el desarrollo del capitalismo, el afianzamiento del poder.
En este siglo se marcó la diferencia bipartidista en la república de Honduras, Liberal Partido Liberal de Honduras y Conservador Partido Nacional de Honduras. Si bien es cierto, la ideología partidaría es la base social organizada de la Democracia, la nación hondureña fue devastada a lo ancho y largo de su territorio debido a las guerras intestinas ocasionadas por la obtención del poder. En este siglo cuatro mandatarios se han declarado "dictadores", al quedarse en la presidencia de la república, mediante la astuta modificación constitucional.

### Francisco Bertrand Barahona
El doctor Francisco Bertrand Barahona ganó la vicepresidencia de Honduras en 1912, al pertenecer a la fórmula presidencial del general Manuel Bonilla Chirinos quien en fecha 21 de marzo de 1913, falleció dejando a Bertrand Barahona como presidente sucesor hasta 1915, Bertrand ganó las elecciones de 1916 y fue nombrado presidente constitucional hasta 1919; el doctor Bertrand deseaba que su cuñado Nazario Soriano fuera su sucesor, pero al ver que ese intento era infructuoso, no señaló elecciones generales y con fecha 1 de mayo de 1919 se declaró Dictador, generando la primera guerra civil de Honduras, Bertrand no vio como concluyó la guerra en territorio nacional, ya que el 9 de septiembre de 1919, huyó del país en automóvil amparado con banderas de Estados Unidos y con rumbo a la nación del norte que le dio asilo hasta 1926, cuando decidió regresar a su país. Bertrand estuvo presidiendo a Honduras durante siete años.

### Rafael Salvador López Gutiérrez
El general Rafael Salvador López Gutiérrez -hijo de presidente, el general Juan Francisco López Aguirre- fue el líder de la Rebelión contra el doctor Francisco Bertrand Barahona; López Gutiérrez de inclinación liberal, fue el designado por este Partido para que lo representara en las elecciones de 1919 y que ganó con mayoría al doctor Alberto de Jesús Membreño. López Gutiérrez, se convirtió en el presidente 34 de Honduras, cuando llegaba el final de su mandato en enero de 1924, sucedió que en las elecciones de 1923 el candidato ganador fue el doctor y general Tiburcio Carías Andino sobre los otros dos candidatos populares, el doctor José Policarpo Bonilla Vásquez y el doctor Juan Ángel Arias Boquín. López Gutiérrez, no entregó a Carías Andino la presidencia en el mes de enero de 1924, sino que con fecha 1 de febrero de ese mismo año, emitió un Decreto en el cual se declaraba dictador. Sus opositores se unieron a Tiburcio Carías Andino y los liberales se mantuvieron en la oposición -pasiva- todo esto acabó en la Segunda guerra civil de Honduras. El general Rafael López Gutiérrez, falleció en el 10 de marzo de 1924 de la Diabetes mellitus que padecía, mientras la guerra devastadora continuo hasta el mes de mayo de 1924, cuando se declaró la paz entre los bandos y se nombró al general Vicente Tosta Carrasco como presidente designado, Tosta emitió la Constitución de 1924 que prohibía la reelección.

### Tiburcio Carías Andino
El doctor y general Tiburcio Carías Andino "El Hombrón de Zambrano" aún no concebía la idea de no haber sido presidente constitucional de Honduras, habiendo ganado las elecciones de 1923 y perdido las elecciones de 1928, más se puso al frente del Partido Nacional de Honduras y fue nombrado candidato presidencial por tercera ocasión, en 1931. Las elecciones presidenciales de 1932 obtuvo la victoria, ante el candidato liberal José Ángel Zúñiga Huete y de Manuel Herrera Calix. Carías Andino tenía que señalar elecciones generales presidenciales en 1935, pero no las hubo, se reformó la Constitución de la República y se declaró presidente reelegible a un dictador bajo el amparo de los Estados Unidos de América que buscaba en aquellos años la hegemonía del continente americano y mundial, más considerar a Honduras "aliado" le refería tener un satélite útil en la mitad de América. La República de Honduras declaraba la guerra al Reich Alemán y a Italia, Carías había tomado tal decisión con respecto al Imperio del Japón igualmente, acto seguido expulsó del territorio de Honduras al cónsul alemán Christian Zincer por considerarlo "quinta columna a nivel de Centroamérica y con nexos con la Gestapo". El nombre de la república de Honduras sonó en la Segunda Guerra Mundial cuando buques con bandera hondureña cruzaban el Océano Atlántico para luchar con los enemigos, mientras aviones modificados para ser bombarderos patrullaban, las costas del Mar Caibe próximas a Honduras buscando submarinos U-boat alemanes. Carías Andino estuvo cuatro años como presidente constitucional y doce años en régimen dictatorial, 16 años en total. Su sucesor fue el doctor y abogado Juan Manuel Gálvez, correligionario y exministro en su administración……

### Julio Lozano Díaz
El Contable Julio Lozano Díaz quien fungió como vicepresidente de Gálvez, fue el sucesor de este al apartarse el titular de la presidencia, por problemas de salud; Lozano Díaz concluyó el periodo de Gálvez y señaló elecciones generales en octubre de 1954, mismas que ganó el candidato doctor Ramón Villeda Morales del Partido Liberal de Honduras. Lozano Díaz fue tentato a no entregar la presidencia y declaró que "...actuaría como un sol magnífico, que a todos ilumina y a nadie quema." como jefe de Estado y disolvió inmediatamente el Congreso Nacional de Honduras en diciembre de 1954 quedándose de esta forma en la Casa Presidencial de Honduras hasta el 21 de octubre de 1956, cuando las Fuerzas Armadas de Honduras se implicó en la autoproclamada dictadura republicana, el director de la Escuela Militar de Honduras el general Roque J. Rodríguez, el comandante de la Fuerza Aérea Hondureña coronel Héctor Caraccioli y el mayor e ingeniero, Roberto Gálvez Barnes, hijo del expresidente Juan Manuel Gálvez, derrocaron a Julio Lozano Díaz y establecieron una Junta Militar en Honduras para gobernar la nación, seriamente fraccionada y en la decadencia. La Junta Militar entregó la administración a los civiles en 1957, muchos hondureños en el exilio regresarón y se celebraron elecciones generales las cuales fueron contundente ganadas por el candidato liberal doctor Ramón Villeda Morales.

### Sucesiones militares en Honduras 1963 a 1981
Villeda Morales fue derrocado en 1963, por Oswaldo López Arellano quien estuvo como Golpista, luego Presidente -gracias a una maniobra realizada en el Congreso Nacional- hasta 1971, cuando el doctor Ramón Ernesto Cruz ganó las elecciones y también fue derrocado por el mismo López Arellano al año siguiente (1972), López Arellano fue sucedido por Juan Alberto Melgar Castro y este seguidamente por la Junta Militar en Honduras. Los militares entregaron a los civiles nuevamente la Casa Presidencial en 1981, el general Policarpo Paz García fue el encargado de poner el final a los casi veinte años de  sucesiones castrenses.

### Constitución de Honduras de 1982
En la Asamblea Nacional de Honduras celebrada en 1981, se dictó y emitió la Constitución de Honduras de 1982 que actualmente rige la nación centroamericana y que ha juramentado a seis presidentes, el doctor Roberto Suazo Córdova, el ingeniero José Azcona del Hoyo, el licenciado Rafael Leonardo Callejas, el abogado Carlos Roberto Reina, el ingeniero Carlos Flores Facussé, el licenciado Ricardo Maduro los cuales no modificaron el artículo de la reelección presidencial, dicha decisión reflejaba la ferviente democracia que gobernaba a la nación.
El Congreso Nacional de Honduras en las cercanías de la finalización de la administración constitucional del presidente doctor Roberto Suazo Córdova y estando el señor Roberto Micheletti Baín como diputado de los numerosos escaños, fue uno de los doce diputados que realizaron una "intentona" el 24 de octubre de 1985 para convertir el Congreso Nacional, en una Asamblea Nacional Constituyente y así modificar la Constitución de 1982, con el fin de aumentar en 2 años más, el periodo de gobierno del entonces Presidente Roberto Suazo Córdova, lo cual era inconstitucional.
En el año 2009 siendo presidente constitucional de la república de Honduras, el señor José Manuel Zelaya Rosales intento celebrar un referéndum con participación ciudadana denominada como Cuarta Urna, cuyo fin sería el de reunir a una Asamblea Nacional y dictar una nueva constitución o reformar artículos pétreos, con respecto a la reelección del presidente, y otros asuntos de interés de la ciudadanía. Zelaya fue separado de la presidencia por varios sectores que intervienen e influyen económicamente en el diario vivir de la nación y se nombró como presidente interino al señor Roberto Micheletti Baín cuya administración no fue reconocida por organizaciones internacionales, ni países amigos de Honduras. El tema de la "reelección" no se tocó en la presidencia del señor Porfirio Lobo Sosa.
En el mes de abril de 2015 el presidente Juan Orlando Hernández, mientras se encontraba en gira por Estados Unidos de América anunció la modificación del artículo 239 de la Constitución de Honduras de 1982 en cuanto a la reelección del ciudadano que ostentó el cargo administrativo en el Poder Ejecutivo de Honduras, en tal sentido, los expresidentes Rafael Leonardo Callejas, Carlos Flores Facussé, Ricardo Maduro, José Manuel Zelaya y el presidente interno Roberto Micheletti y el mismo Juan Orlando Hernández podrán ser candidatos presidenciales. No obstante, algunos políticos de la oposición, ven reflejados un "autogolpe de Estado" y un escandaloso abuso de autoridad.

## SigloXXI

### Juan Orlando Hernández Alvarado
Juan Orlando Hernández entró en la palestra política del país como diputado del Partido Nacional por el departamento de Lempira desde el año 1998. En el año 2012, durante las elecciones primarias del Partido Nacional, tuvo como mayor contricante al edil capitalino Ricardo Álvarez, mismas que ganó Hernández con el 39% de votos con acusaciones de fraude por parte del movimiento de Álvarez quien llegó a solicitar un conteo "voto por voto", sin embargo terminó aceptando el triunfo de Hernández. En las elecciones del 2013 se proclama vencedor de las elecciones bajo alegato de fraude tanto por Xiomara Castro Sarmiento de LIBRE y Salvador Nasralla del Partido Anticorrupción. Hernández empezó así una estrategia que le permitió tomar los tres Poderes del Estado desde donde destituyó magistrados para poder presentarse a una reelección ilegítima y bajo mínimas garantías de seguridad, se celebran las elecciones de 2017 bajo denuncias a Hernández por narcotráfico. Hernández logra vencer esas elecciones con un estrecho margen siempre bajo sospechas de fraude, mismas que fueron confirmadas en el año 2022 por un informe de la Fiscalía del Distrito Sur de Nueva York. Hernández tomó fuertes represalias contra opositores, estudiantes universitarios y ambientalistas que pudieran suponer un riesgo a su mandato. El expresidente es capturado finalmente el 15 de febrero de 2022 por autoridades hondureñas a petición de los Estados Unidos y acusado formalmente por el tráfico de drogas y conspiración desde el Estado.
El 8 de marzo de 2024 la Fiscalía del Distrito Sur de Nueva York declara culpable de todos los cargos a Hernández y el 26 de junio es sentenciado a 40 años de prisión.